# Radio Mango 91.9
Radio Mango é uma estação de rádio FM indiana com sede em Cochim, Querala. Radio Mango começou a transmitir de Calecute como a primeira estação de rádio FM privada na língua malaiala de Querala em 29 de novembro de 2007. Foi estabelecido como um empreendimento do grupo Malayala Manorama, e sua programação inclui entretenimento, música e notícias.
Possui estações de satélite em Cochim, Thrissur, Calecute, Cananor e Alappuzha. De agosto de 2014 a janeiro de 2019, teve uma estação de satélite em Dubai e foi uma das poucas estações de rádio da cidade transmitindo em malaila.
 Seu fechamento em 2019 tornou a segunda estação de rádio malaiala a fechar em Dubai no período de um ano.
Como outras estações de rádio, a Radio Mango teve que se ajustar às condições da pandemia do COVID-19, feito ao equipar os apresentadores para transmitir inteiramente em casa e participando de uma coalizão com outras estações e o Ministério da Informação e Telecomunicações para transmitir informações sobre a pandemia aos ouvintes.

## Estações
| Frequência | Localização | Endereço                                                                         |
| ---------- | ----------- | -------------------------------------------------------------------------------- |
| 91,9 MHz   | Kochi       | C/o Malayala Manorama, Panampilly Nagar, Kochi - 682036                          |
| 91,9 MHz   | Thrissur    | Estrada do guerreiro de Ikkanda, Thrissur                                        |
| 91,9 MHz   | Kozhikode   | 39/1657-A, Beach Road, Puthiyappa, Puthiyangadi PO, Beach Rd, Kozhikode - 673021 |
| 91,9 MHz   | Kannur      | Estrada principal da cidade, Kannur Ho, Kannur - 670001                          |
| 92,7 MHz   | Alappuzha   | Kommady, Alappuzha, Kerala 688007                                                |

### Antigas Estações
| Frequência | Localização |
| ---------- | ----------- |
| 96,2 MHz   | Dubai       |